# 荒ぶる神々
荒ぶる神々（あらぶるかみがみ）は、ラフィーネプロモーション所属のお笑いコンビ。スクールJCA16期生。

## メンバー
両者共、愛知県出身。
- 馬場 さおり（ばば さおり、1982年9月27日（42歳） - ）
  - 立ち位置は右。趣味は落書き（お絵かき）であり、度々ブログで作品を紹介している。
  - コスプレが趣味であり、コスプレ好きな芸人仲間が集まったコスプレ芸人ライブにも時々参加している[1]。コスプレアクションOVメーカーであるZENピクチャーズの常連出演者であり、何本かは田中も共演している。
  - 愛知県立横須賀高等学校→愛知淑徳大学卒[2]。
  - 2020年4月24日、公式Twitterアカウントにてのどいちゅー（元ゴールドラッシュ）と結婚した事を発表した[3]。
- 田中 勇紀（たなか ゆうき、1978年2月27日（47歳） - ）
  - 立ち位置は左。
  - 常滑市長の伊藤辰矢とは同級生。

## 概要
共に愛知県のアマチュア劇団で知り合う。その頃に3ヶ月ほど交際していたが、別れた後もお互い劇団には所属し続けていた。
2005年4月23日にスタジオ・座・ウィークエンドで演劇「神様悪戯（カミサマノイタズラ）」の公演を果たすも、金銭と女性の問題で空中分解してしまう。
お笑いに興味のあった二人はその後上京し、プロダクション人力舎の芸人養成所であるスクールJCAへ16期生として入学。
劇団解散後も一時期馬場と田中は同棲して別れたが、金銭苦から再び同棲している（『爆笑レッドカーペット』（フジテレビ）初出演時の中村仁美アナウンサーのコメントより）。
また以前付き合っていたという事実も発覚しており、近頃距離が近づきつつあるらしい（『笑撃!ワンフレーズ』（TBSテレビ）より）。
ちなみにまだ一線は越えていないらしいが、確かではない（『笑撃!ワンフレーズ』では、以前付き合っていたということから千原ジュニア（千原兄弟）に「結論から言うと（二人は）ヤッてました」と言われた）。
2012年11月12日にこれまで所属していたプロダクション人力舎を離れ、オフィス北野の若手が所属する北野ファームに移籍した。
2017年12月12日、活動10年目にして初の単独ライブ「車輪の下」（東京・新宿ハイジアV-1）を開催した。
2018年5月31日を以ってオフィス北野を退所、翌6月1日付けでラフィーネプロモーションへ移籍。

## 芸風
主に、演劇調でブラックな感じが中心のコント。『爆笑レッドカーペット』では子供の格好をしてかくれんぼをしあうが、かくれんぼ中はリアルに起こりそうな大人の事情（借金の取立てや浮気の証拠等）を大人の演技をしながら行うネタをする。
田中のピン芸では、ゲイを題材としたネタを披露した。

## 出演

### テレビ
- 爆笑レッドカーペット （フジテレビ）
- 新春ピンクカーペット（フジテレビ） - 二番組ともキャッチコピーは「楽しいお遊戯会」
- 笑撃!ワンフレーズ（TBSテレビ）
- ドラえもん知識王No.1決定戦SP（テレビ朝日） - 馬場のみ
- アメトーーク!（テレビ朝日） - 馬場のみ、「のび太のパパママ芸人」に出演。
- オールスター後夜祭（2019年4月7日[9]、TBSテレビ）

### オリジナルビデオ
- セクシャルダイナマイトヒロイン12　超光部隊バードソルジャー（2015年9月11日、ZENピクチャーズ） - 女幹部ベルクシュランゲ 役（馬場）
- セクシャルダイナマイトヒロイン15　女戦闘員物語（2015年11月13日、ZENピクチャーズ） - 女幹部、女戦闘員 役（馬場）
- セクシャルダイナマイトヒロイン16　女捜査官　桜（2015年12月11日、ZENピクチャーズ） - 白戸捜査官 役（馬場）
- ヒロイン絶体絶命 アンドロフォース（2017年10月13日、ZENピクチャーズ） - 王子・ボー 役（田中）、宇宙女犯罪者クモンジェヌ 役（馬場）
- 武捜戦隊サイレンジャー外伝 サイスパーク・サーガ（2018年1月12日、ZENピクチャーズ） - 宇宙盗賊ローザ・グイン 役（馬場）
- 巨乳は正義！パイソルジャー！！ ～巨乳戦士VS貧乳軍団～（2018年9月28日、ZENピクチャーズ） - ドクター卯葛 役（田中）、女幹部ミスフラット 役（馬場）
- 撃獣戦隊アースファイター ブルーマーメイドVS女幹部ミストレス・ロゼンダ 役（2019年6月28日、ZENピクチャーズ） - ミストレス・ロゼンダ 役（馬場）
- 撃獣戦隊アースファイター 復活のミストレス・ロゼンダ （2021年1月22日、ZENピクチャーズ） - ミストレス・ロゼンダ 役（馬場）
- 巨大ヒロイン（R）フレアレディ 破壊されたフレアタイマー（2021年5月14日、ZENピクチャーズ） - 博士 役（田中）、キリール星人 役（馬場）
- 伝承戦隊フェアナイツ（2021年、ZENピクチャーズ） - 花宮幸平 役（田中）
- 漆黒のエージェント レディフォックス（2022年6月10日、ZENピクチャーズ）- 山田 役（田中）、女幹部 役（馬場）
- 太陽の戦士レオーナ SEASONⅡ 竜戦士ビリュウと三平に惚れた幽霊（2022年、ZENピクチャーズ） - 幽霊 役（馬場）
- 伝承戦隊フェアナイツ -復讐姫クイン-（2022年、ZENピクチャーズ） - 花宮幸平 役（田中）、花宮光香 役（馬場 ※写真のみ）
- 太陽の戦士レオーナ SEASONⅡ 史上最悪の強敵襲来！[前編] -宇宙魔少女アローマ&教師魔人スパルタン-（2023年、ZENピクチャーズ） - 田造／教師魔人スパルタン(声) 役（田中）
- 太陽の戦士レオーナ SEASONⅡ 史上最悪の強敵襲来！[後編] -その名はレオーナキラー！レオーナ最大の危機！-（2023年、ZENピクチャーズ） - 田造／ベラム(声)役（田中）
- 聖輝戦隊プリズムスリー外伝　プリズムブルー危機一髪（2023年、ZENピクチャーズ） -  女幹部マンバラ 役（馬場）

### 単独ライブ
- 「車輪の下」（2017年12月12日、東京・新宿ハイジアV-1）[6]
- 「踊る人形」（2018年8月29日、東京・新宿ハイジアV-1）
- 「夜明け前」（2019年5月31日、東京・新宿バティオス）

### その他公演
- バカ爆走!（不定期）
- ドラいぶ（隔月） - ドラえもんのマニアックな話題のみを取り上げたトークライブ